# Літературний напрям
Літерату́рний на́прям — відносно монолітна і внутрішньо упорядкована сукупність літературних (ідейно-художніх) тенденцій, усталена в ряді визначних чи епохальних творів, що з'явилися приблизно в один і той самий час.

## Теоретичні засади літературного напряму
Літературний напрям є важливим чинником літературного періоду. В межах одного літературного періоду може виступати кілька літературних напрямів, наприклад, у Просвітництві — класицизм, рококо, сентименталізм. Назва домінантного напряму нерідко стає назвою цілого літературного періоду, а його часові межі — межами періоду (бароко, романтизм, модернізм, авангардизм).
Кожному літературному напряму відповідає сукупність творів, які мають ряд спільних, характерних рис, що свідчить про їх належність до того чи іншого літературного напряму. Така належність впливає на історичну класифікацію жанрів (романтична балада, класична ода, трагедія, реалістичний роман тощо).
Літературний напрям можна розглядати діахронно і синхронно: водночас він є сукупністю тенденцій, котрі мають свій історичний розвиток, свою еволюцію, і систематизованою сукупністю певних ієрархізованих тенденцій, що є явищем нижчого порядку відносно літературного періоду. У боротьбі й зміні літературних напрямів найбільш виразно проявляються закономірності літературного процесу. Змінність літературних напрямів є підставою для історико-літературної періодизації.

## Чинники Літературного напряму
Літературний напрям визначають такі важливі чинники:
- 1. Світоглядний (ідейний і філософський) фундамент, який породжує певну концепцію дійсності, певний спосіб її пізнання, розуміння суспільно-історичних закономірностей, місце людини у суспільстві та Всесвіті. Сюди ж відносяться ідейні переконання, спрямовані на зміну наявних суспільних відносин, суспільні та моральні ідеали, згідно з якими оцінюється сучасність, а також погляди на роль і значення літературної творчості в житті суспільства, історичної епохи, людської культури в цілому.
- 2. Поетика як система більш-менш нормативних правил, котрі виросли на філософськім фундаменті того чи іншого літературного напряму і безпосередньо пов'язані з літературною творчістю. Це — головний чинник літературного напряму. Власне поетика зосереджує в собі всі специфічні художні особливості літературного напряму (на рівні стилю, композиції і таке інше), визначає його літературну суть.
- 3. Спільність мотивів, тем, ідей, образів, сюжетних схем, що переважають у певному літературному напряму, є характерними для нього. Цей чинник тісно пов'язаний із суспільно-культурними умовами існування літературного напряму, особливо з філософськими та естетичними ідеалами, що складають його фундамент.

Скажімо, для класицизму було властиве переважання міфологічних мотивів, тем, сюжетів античності (П'єр Корнель, Жан Расін), що відповідало культурно-історичним ідеалам епохи; саме на них письменники класицизму відтворювали моральні конфлікти (конфлікт почуття обов'язку, емоцій та морального наказу). Так, у межах кожного літературного напряму існує своєрідний набір близьких або тих самих мотивів, типових образів і схем.
- 4. Сукупність художніх засобів, регульованих поетикою літературного напряму. Це певні стильові, композиційні особливості, певні жанрові форми, що переважають у даному літературному напряму, є характерними для творчості його представників. Якщо для класицизму було властиве чітке розмежування жанрів і жанрових форм, то романтизм активно впроваджував змішаний жанр. Національні різновиди літературного напряму відповідають загальній, спільній моделі літературного напряму (європейської чи навіть світової літератури). Між національними різновидами літературного напряму існує певний внутрішній зв'язок — у них проявляються закономірності світового літературного процесу. Стильові тенденції меншого масштабу, ніж літературний напрям, називаються течіями,